# Ranaghat
Ranaghat è una suddivisione dell'India, classificata come municipality, di 68.754 abitanti, situata nel distretto di Nadia, nello stato federato del Bengala Occidentale. In base al numero di abitanti la città rientra nella classe II (da 50.000 a 99.999 persone).

## Geografia fisica
La città è situata a 23° 10' 60 N e 88° 34' 60 E e ha un'altitudine di 6 m s.l.m..

## Società

### Evoluzione demografica
Al censimento del 2001 la popolazione di Ranaghat assommava a 68.754 persone, delle quali 35.064 maschi e 33.690 femmine. I bambini di età inferiore o uguale ai sei anni assommavano a 5.254, dei quali 2.647 maschi e 2.607 femmine. Infine, coloro che erano in grado di saper almeno leggere e scrivere erano 57.476, dei quali 30.549 maschi e 26.927 femmine.